# Bastian Rosenau
Bastian Rosenau (* 1980 in Stuttgart) ist ein deutscher Politiker und seit dem 1. Februar 2018 Landrat des Enzkreises. Zuvor war er von 2007 bis 2018 Bürgermeister der Gemeinde Engelsbrand.

## Ausbildung und Beruf
Rosenau machte sein Abitur am Hebel-Gymnasium in Pforzheim. Nach seinem Zivildienst beim Arbeiter-Samariter-Bund Pforzheim studierte er und schloss sein Studium als Diplom-Verwaltungswirt ab.
Von November 2005 bis Mai 2007 war er Bau- und Hauptamtsleiter der Gemeinde Engelsbrand. 

## Politische Karriere
Aus dieser Position schied er aus, nachdem er im März 2007 zum Bürgermeister von Engelsbrand gewählt worden war. Sein Amtsantritt als Bürgermeister erfolgte am 16. Mai 2007. Zu diesem Zeitpunkt war er mit 26 Jahren der jüngste Bürgermeister Baden-Württembergs. Im Februar 2015 wurde Rosenau im Amt bestätigt.
Im Dezember 2017 wurde er vom Kreistag des Enzkreises im ersten Wahlgang mit 36 von 54 Stimmen zum Landrat gewählt und konnte sich damit gegen seinen Mitbewerber, den Ersten Landesbeamten des Neckar-Odenwald-Kreises, Björn-Christian Kleih (CDU), durchsetzen. Im Januar 2018 schied er als Bürgermeister aus und trat am 1. Februar 2018 das Amt des Landrats an. Zum Zeitpunkt seines Amtsantritts war er der jüngste Landrat in Baden-Württemberg.

## Privates
Rosenau ist verheiratet und Vater von vier Kindern. Er gehört der Neuapostolischen Kirche an. 2021 wurde er zum Priester geweiht.